# ホルモン補充療法
ホルモン補充療法（ホルモンほじゅうりょうほう、英語: hormone replacement therapy、HRT）、または、更年期ホルモン療法（英語: menopausal hormone therapy）は、更年期による障害の治療に用いられるホルモン療法の１つである。更年期障害にはホットフラッシュ、寝汗、膣の乾燥、気分の問題、などがあげられる。一般的にこのような症状の治療に推奨される。がん、心臓病、骨粗鬆症などの長期間の健康障害の予防を目的とする一般的な使用は推奨されない。いくつかの投与経路からの短期間での使用が推奨される。
副作用には、胆嚢疾患、脳卒中、尿失禁、血栓、などがあげられるが、転帰不良や死亡の全体的なリスクは変わらない。暫定的な証拠により、60歳未満の人への使用は害より効果の方が大きいことが裏付けられている。一般的に肝臓に問題のある人や乳癌の人への使用は推奨されない。ホルモン補充療法にはエストロゲンとプロゲストーゲンが使用される。子宮体癌のリスクの増加を避けるためにプロゲストーゲンが使用されるが、子宮が摘出されている人には必要ない。時にテストステロンなどのアンドロゲンが使用される場合もある。
ホルモン補充療法は1890年代から行われている。2024年の米国での費用は種類によって異なり、10米ドルから500米ドルである。 2023年、エストロゲンの一種であるエストラジオールは、WHO必須医薬品モデルリストへの収載が却下されたが、収載を検討するよう勧告された。2000年代には生物学的同一ホルモン補充がより「自然」であるという主張により人気を集めたが、その効果や安全性は不明であり、使用は推奨されない。